# Tim Nijssen
Tim Nijssen (Leeuwarden, 17 februari 1984) is een Nederlands voormalig voetballer die als verdediger voor Cambuur Leeuwarden speelde.

## Carrière
Tim Nijssen debuteerde op 1 oktober 2004 in het betaald voetbal voor Cambuur Leeuwarden, in de met 1-0 verloren uitwedstrijd tegen Stormvogels Telstar. Hij kwam in de 77e minuut in het veld voor Bernard Schuiteman. Op 19 november van dat jaar maakte hij in de met 2-2 gelijkgespeelde thuiswedstrijd tegen Helmond Sport zijn basisdebuut. Op 10 maart 2006 scoorde hij in de met 3-3 gelijkgespeelde uitwedstrijd tegen De Graafschap zijn enige doelpunt voor Cambuur. Na drie seizoenen werd zijn contract niet verlengd. Hierna speelde hij nog in het amateurvoetbal voor CVV Blauw Wit '34, Flevo Boys, HHC Hardenberg en RKVV MKV '29.

### Statistieken
| Seizoen                     | Club               | Land           | Competitie     | Competitie | Competitie |
| Seizoen                     | Club               | Land           | Competitie     | Wed.       | Dlp.       |
| --------------------------- | ------------------ | -------------- | -------------- | ---------- | ---------- |
| 2004/05                     | Cambuur Leeuwarden | Nederland      | Eerste divisie | 18         | 0          |
| 2005/06                     | Cambuur Leeuwarden | Nederland      | Eerste divisie | 27         | 1          |
| 2006/07                     | Cambuur Leeuwarden | Nederland      | Eerste divisie | 20         | 0          |
| Carrièretotaal              | Carrièretotaal     | Carrièretotaal | Carrièretotaal | 65         | 1          |
| Bijgewerkt op 24 maart 2022 |                    |                |                |            |            |